# Bråtgölen, Småland
Bråtgölen är en sjö i Vimmerby kommun i Småland och ingår i Botorpsströmmens huvudavrinningsområde. Sjöns area är 0,034 kvadratkilometer och den är belägen 137 meter över havet.